# Igreja de Santa Maria do Monte Santo
Santa Maria in Montesanto ou Igreja de Nossa Senhora do Monte Santo é uma basílica menor em Roma, Itália, localizada na Piazza del Popolo de frente para o portão norte da Muralha Aureliana na saída da Via del Corso. Ela e Santa Maria dei Miracoli são geralmente citadas como "gêmeas" por terem a aparência externa similar, mas há, de fato, algumas diferenças, tanto na planta quanto nos detalhes da decoração.
Olhando a partir da praça, as duas igrejas definem o chamado "Tridente" de ruas partindo da Piazza del Popolo: começando da esquerda, Via del Babuino, Via del Corso e Via di Ripetta. As duas primeiras estão separadas por Santa Maria in Montesanto e as duas últimas, por Santa Maria dei Miracoli.
A origem das duas igrejas remonta à restauração, no século XVII, da principal porta de entrada de Roma durante a Idade Média e o Renascimento a partir da Via Flamínia (conhecida como Via Lata e Via del Corso no trecho urbano). O papa Alexandre VII encomendou o projeto monumental para a entrada da Via del Corso ao arquiteto Carlo Rainaldi e ele incluía duas igrejas de planta central idênticas. Porém, as áreas disponíveis para cada uma delas era distinto e forçou algumas importantes mudanças em cada uma delas. Assim como sua gêmea, Santa Maria in Montesanto foi financiada pelo cardeal Girolamo Gastaldi, cujo brasão está presente nas duas.

## História
Santa Maria in Montesanto foi construída sobre uma igreja mais antiga, de mesmo nome, que ficava no início da Via del Babuino, servida por monges carmelitas. O termo "Montesanto" é uma referência ao Monte Carmelo de Israel. A construção do presente edifício começou em 15 de julho de 1662 e terminou em 1675, com algumas adições em 1679. Originalmente projetada por Carlo Rainaldi, 
os planos foram revisados por Gian Lorenzo Bernini e finalmente completados por Carlo Fontana. Uma torre sineira foi acrescentada no século XVIII. As estátuas  dos santos na fachada são atribuídas ao projeto de Bernini. 
A planta interior é elíptica e a cúpula, dodecagonal. Em 1825, Santa Maria in Montessanto foi elevada a basílica menor.
Em 10 de agosto de 1904, Angelo Giuseppe Roncalli, futuro papa São João XXIII, foi ordenado sacerdote nesta igreja pelo patriarca Giuseppe Ceppetelli. Em 1953, monsenhor Ennio Francia começou a tradição da "Missa dos Artistas": todos os domingos, do último de outubro até o último antes de 29 de junho, a leitura durante a missa é sempre realizada por um artista e acompanhada por música. A celebração termina com uma oração por todos os artistas e, por isto, Santa Maria in Montesanto é conhecida como "Igreja dos Artistas".

## Arquitetura e decoração
A primeira capela à esquerda é a Capella di Santa Lucia. A segunda, dedicada a Santa Maria Madalena de Pazzi, foi projetada por Rainaldi em homenagem à freira carmelita canonizada pelo papa Clemente IX em 1669. O teto e a peça-de-altar, "Milagre do Santo" (c. 1685), são obras de Ludovico Gimignani.
A terceira capela é a Cappella Montioni. A família Monitoni encomendou o projeto a Tommaso Mattei, pupilo de Carlo Fontana. A peça-de-altar é "Madona com o Menino e os Santos Francisco e Tiago", de Guelfo (1937–1997). 

O presbitério está decorado por anjos em estuque de Filippo Carcani e abriga a milagrosa pintura do século XV chamada "Virgem de Montesanto" ou Nossa Senhora de Monte Santo, que, conta a tradição, foi pintada por uma garota de onze anos de idade. A abóbada da sacristia está decorada com afrescos de anjos e os instrumentos da paixão. A peça-de-altar, "Deposição" (c. 1600), é atribuída a Biagio Puccini. No passado, afrescos de Baciccia decoravam as paredes.

## Galeria

Imagens da igreja
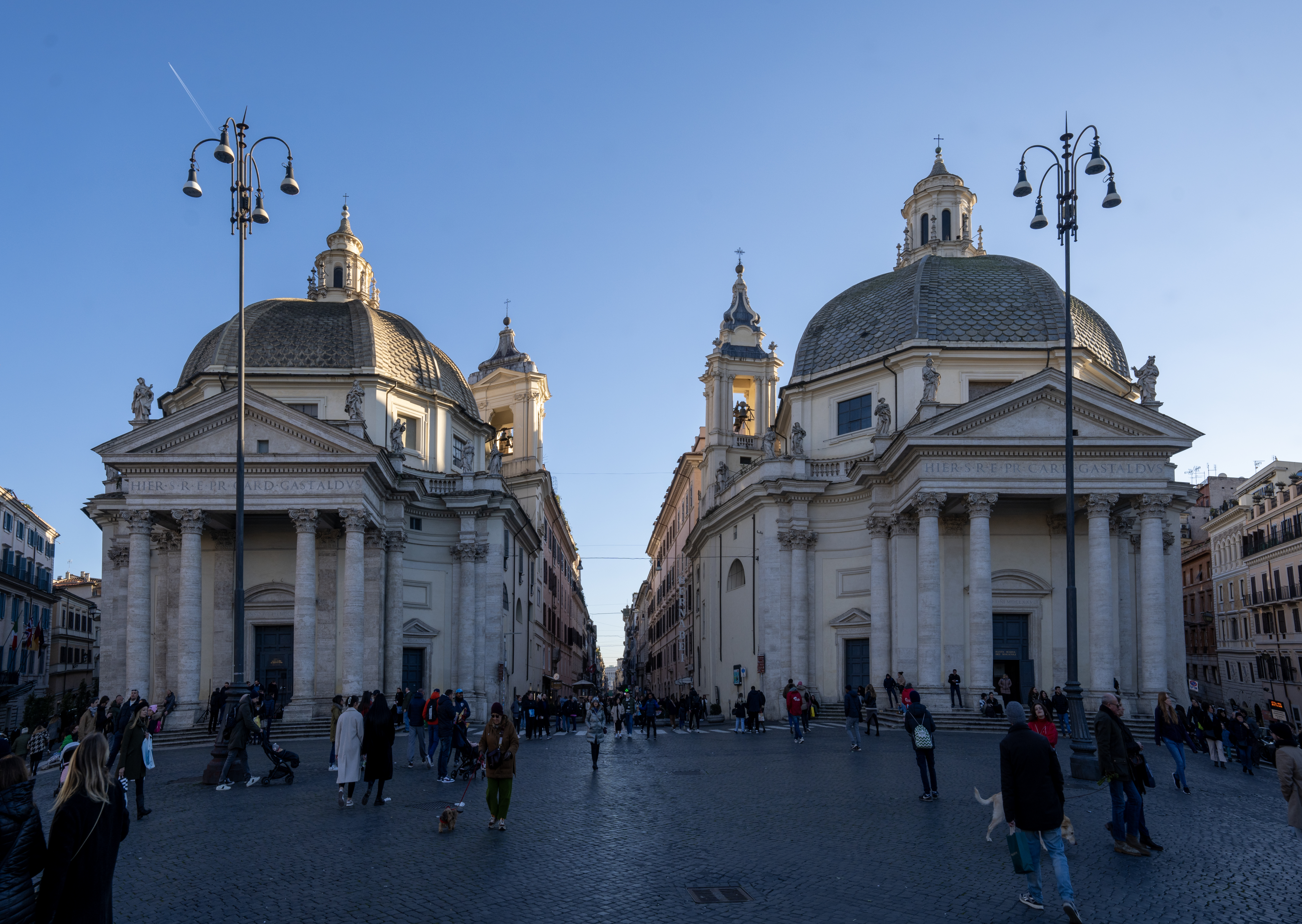
As gêmeas Santa Maria in Montesanto e Santa Maria dei Miracoli na entrada do "tridente".
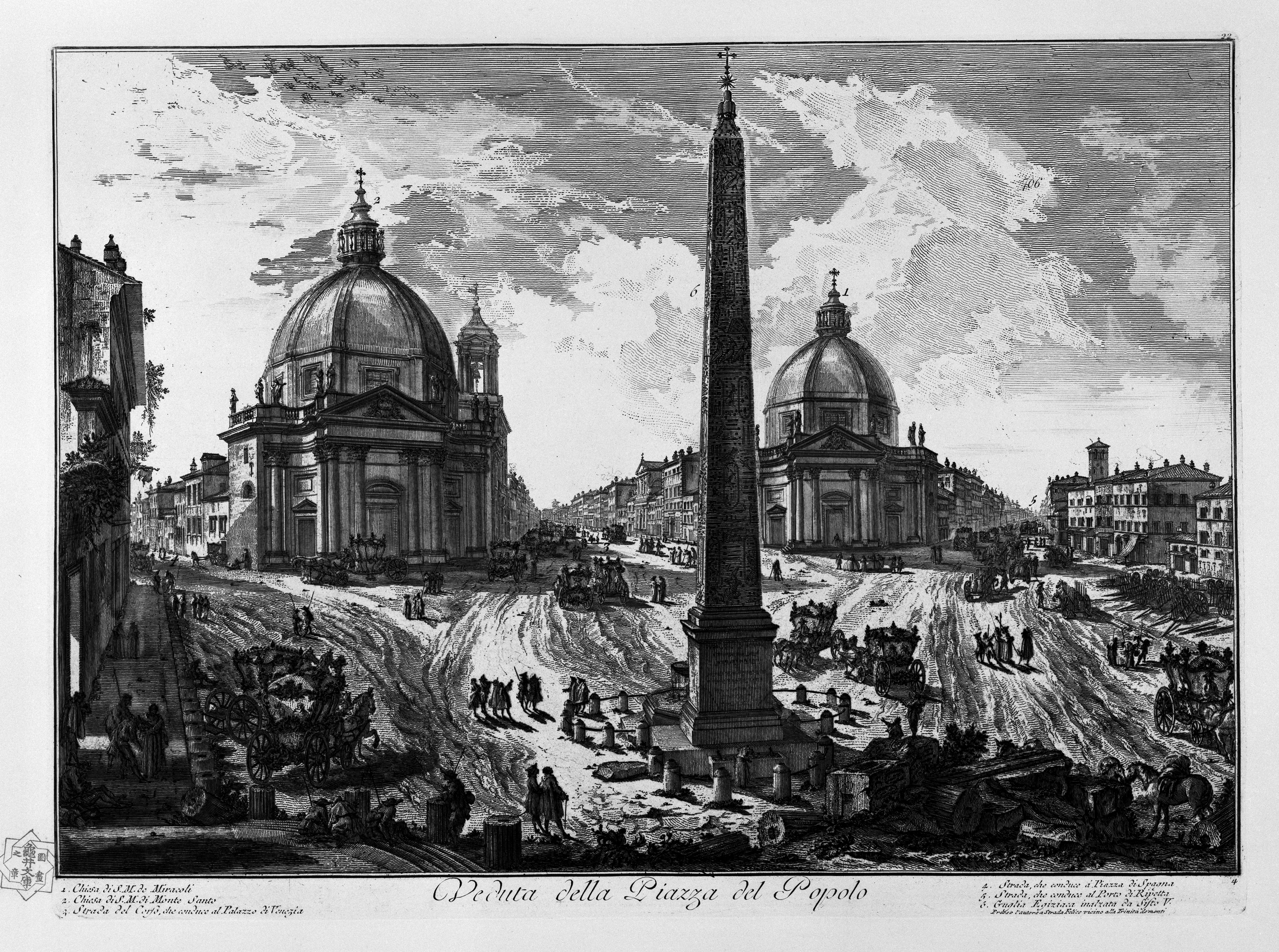
Gravura de Piranesi (séc. XVIII). No centro, o Obelisco Flamínio, ainda in situ.
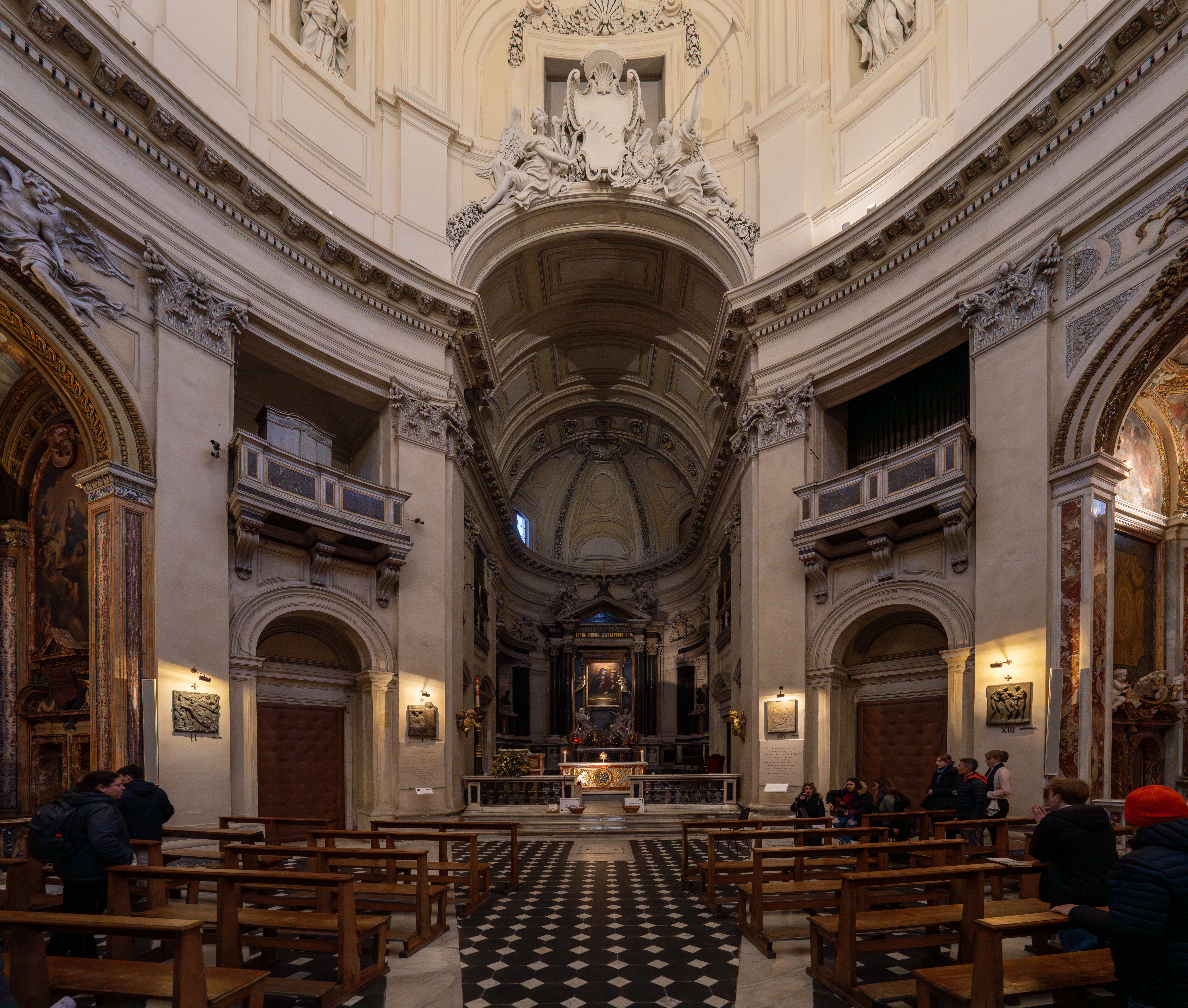
Vista do interior
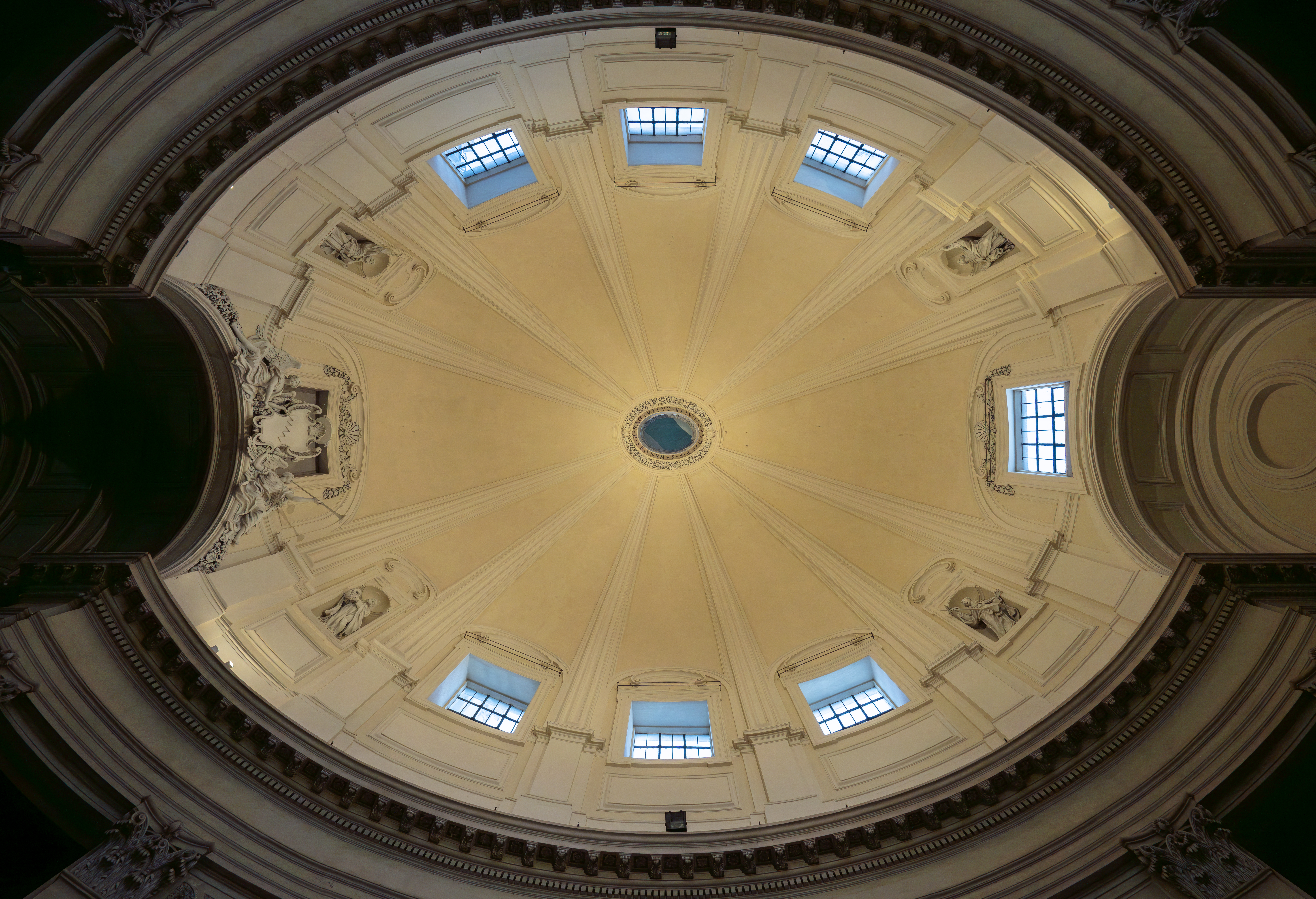
Interior da cúpula
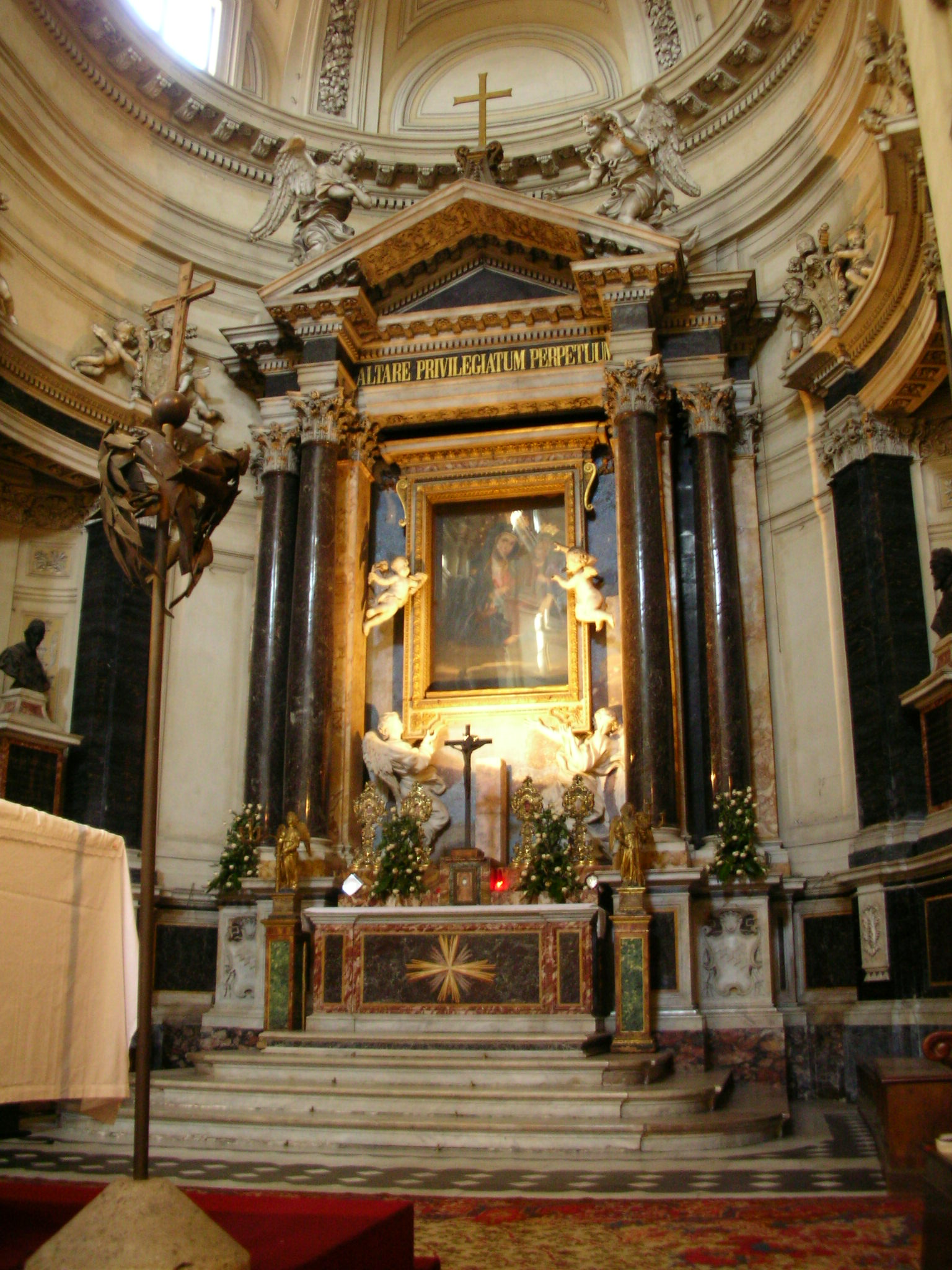
Altar-mor e a imagem da "Virgem de Montesanto"